# Derrynaflan-Hort

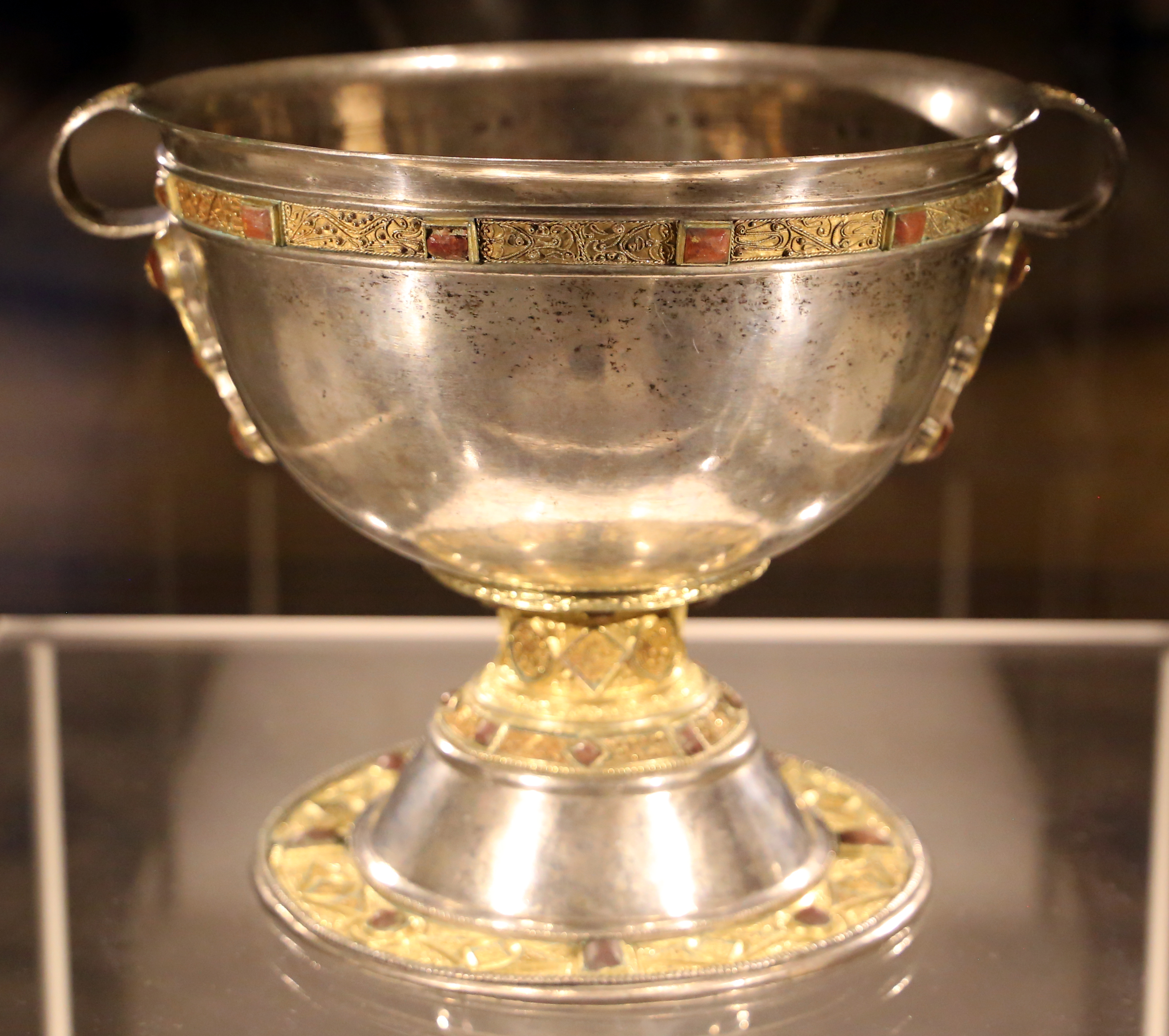
Derrynaflan-Kelch

Der Derrynaflan-Hort (englisch Derrynaflan Hoard) aus dem frühen 9. Jahrhundert wurde 1980 in der Nähe von Killenaule im Townland Lurgoe im County Tipperary in Irland gefunden und besteht aus fünf Objekten.
Derrynaflan (irisch Doire na bhFlann) ist eine von Mooren umgebene Weideinsel, die seit dem 6. Jahrhundert Standort eines Klosters war. Der Schatz von Derrynaflan wurde während des 10. bis 12. Jahrhunderts versteckt, als dynastische Unruhen, die Anglonormannische Eroberung von Irland und Wikingerüberfälle es geboten, kostbare Objekte zu verbergen.
Der Hort stellt laut dem Kunsthistoriker Michael Ryan den komplexesten Ausdruck des Kunststils des frühmittelalterlichen kirchlichen Irlands dar und gehört zu den wichtigsten Beispielen für Metallarbeiten des insularen Stils.
Die Gegenstände sind im National Museum of Ireland in Dublin ausgestellt.

## Zusammensetzung des Fundes
- Derrynaflan-Kelch (englisch Derrynaflan Chalice; irisch Cailís Dhoire na bhFlann). Der mit Goldfiligran verzierte Kelch ähnelt dem Ardagh-Kelch.
- silberne Patene
- Bronzereif, der wahrscheinlich als Ständer für die Patene diente
- bronzenes liturgisches Sieb
- bronzenes Becken, das über die Objekte gestülpt war

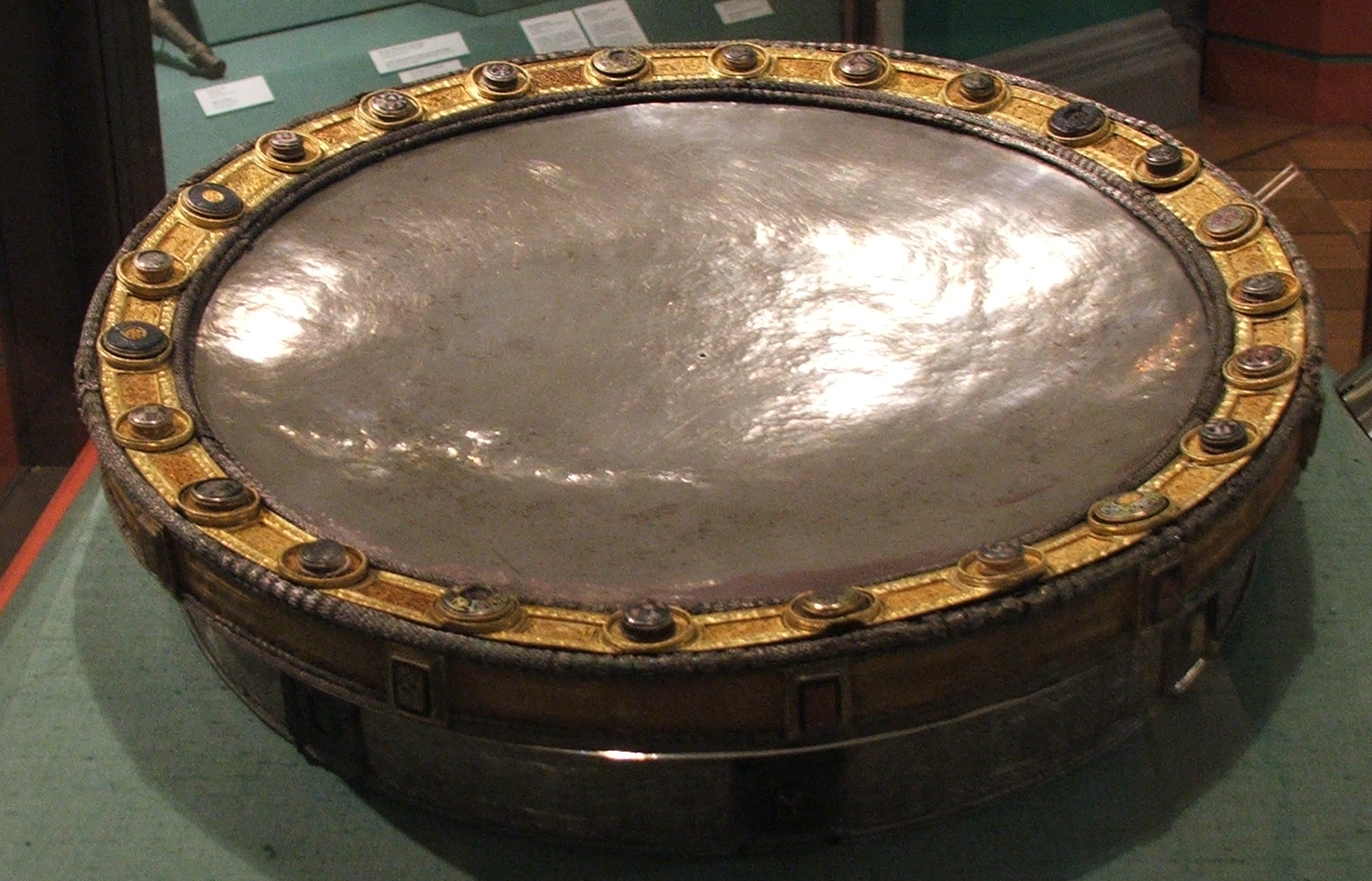
Patene
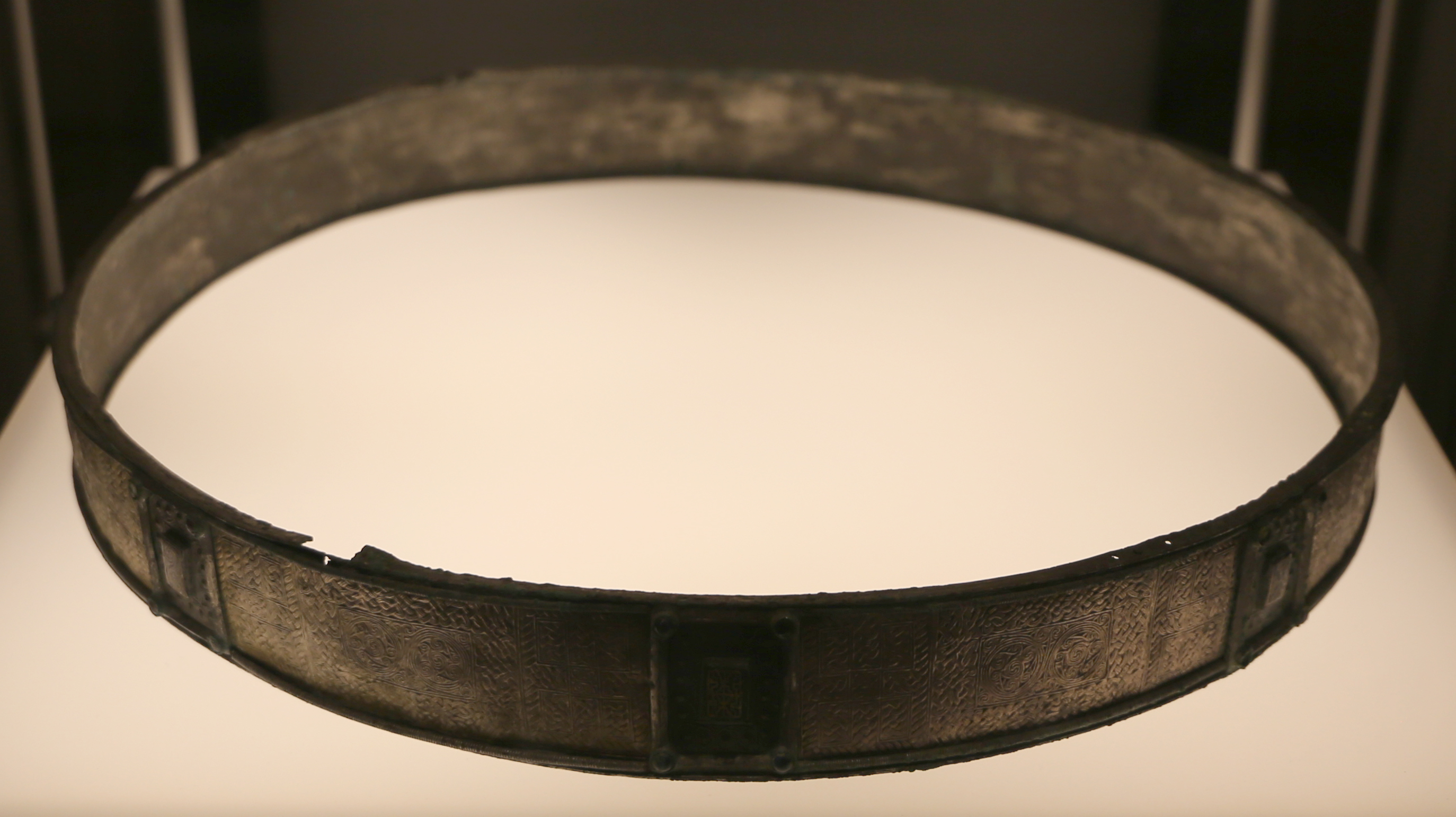
Bronzereif der Patene
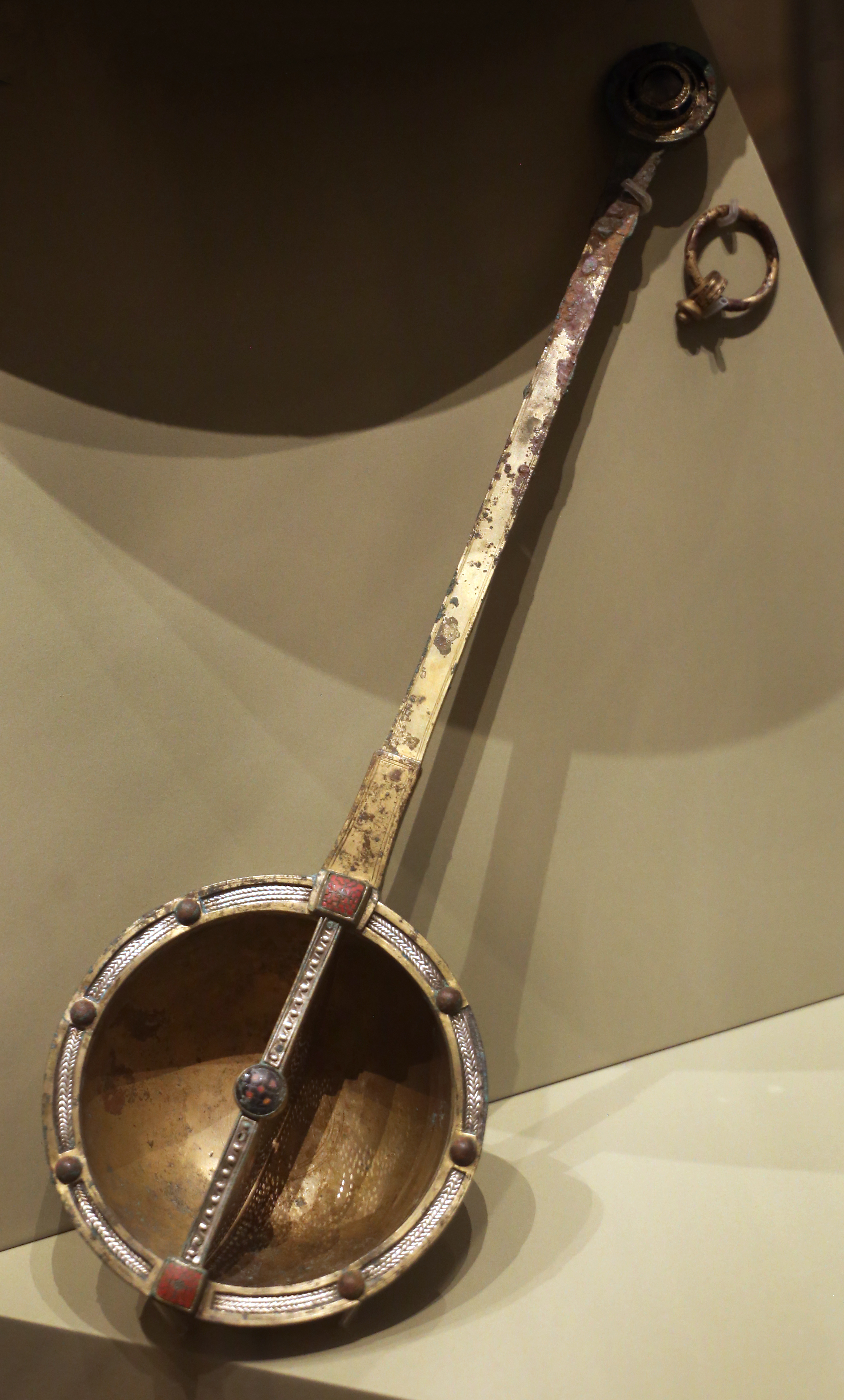
Bronzesieb
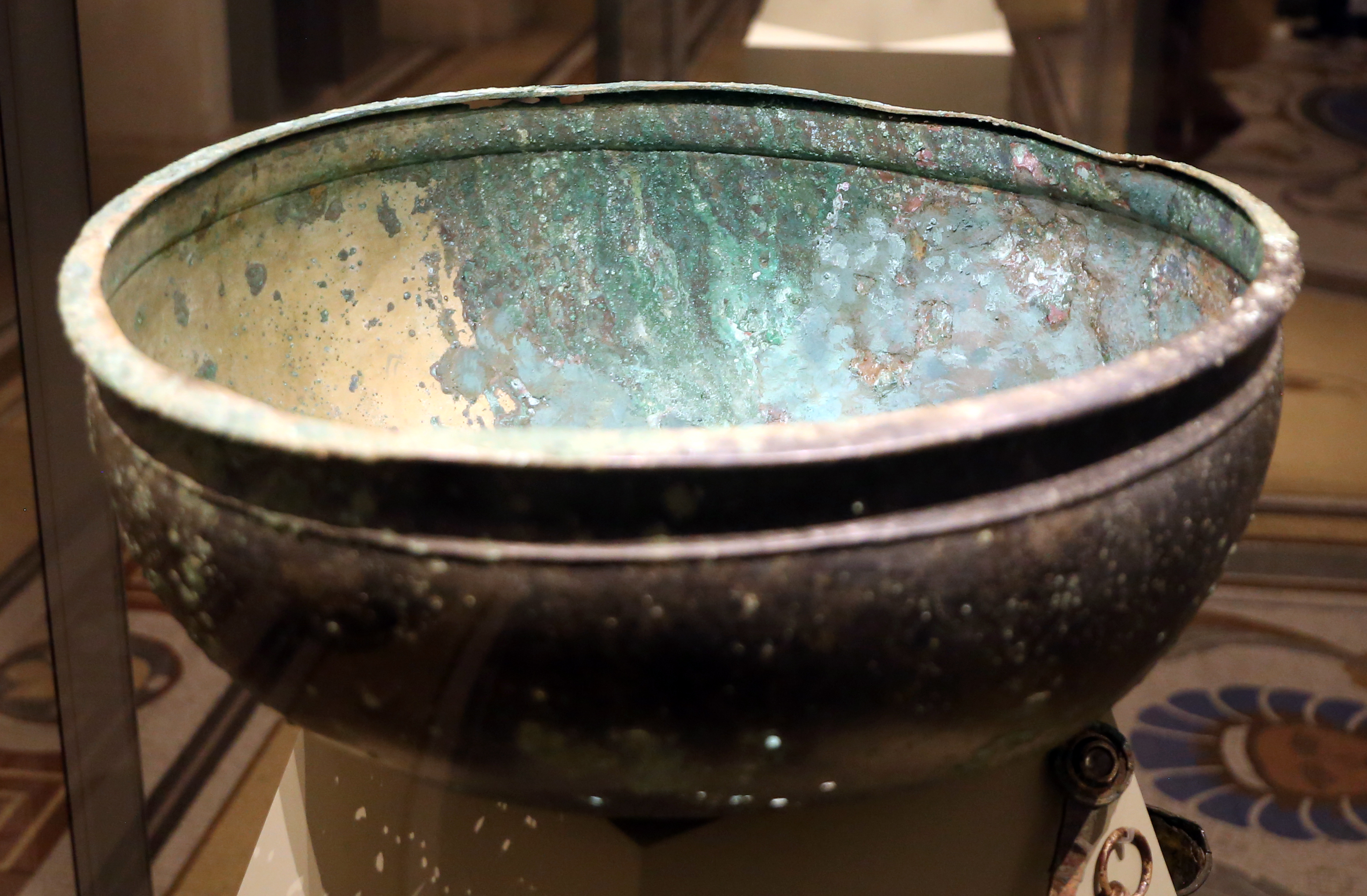
Bronzebecken